# لغات سلافية

اللغات السلافية الغربية والشرقية والجنوبية

اللغات السلافية هي مجموعة من اللغات المتقاربة التي تتحدث بها الشعوب السلافية، تندرج كمجموعة فرعية من اللغات الهندوأوروبية، يتحدثها سكان أوروبا الشرقية، والبلقان، وأجزاء من أوروبا الوسطى، وجزء في شمال آسيا.

## الفروع
- اللغات السلافية الشرقية
  - اللغة البيلاروسية
  - اللغة الأوكرانية
  - اللغة الروسية
- اللغات السلافية الغربية
  - فرع اللغات الصوربية
  - فرع اللغات الليختية
    - لغة بولابية وهي لغة بائدة
    - لغة بولندية
    - لغة الكاشوبية إلا أنها كثيرًا ما تعتبر لهجة اللغة البولندية

  - فرع اللغتين السلوفاكية والتشيكية
- اللغات السلافية الجنوبية
  - الفرع الغربي
    - اللغة السلوفينية
    - اللغة الكرواتية
    - اللغة البوسنية
    - اللغة الصربية

  - الفرع الشرقي
    - اللغة المقدونية
    - اللغة البلغارية
    - سلافونية الكنيسة القديمة